# Aleksandr Anpilogov
Aleksandr Anpilogov   (Tbilisi, 18 de gener de 1954) fou un jugador d'handbol georgià que va competir sota bandera soviètica entre les dècades de 1970 i 1980.
El 1976 va prendre part en els Jocs Olímpics de Mont-real, on guanyà la medalla d'or en la competició d'handbol. Quatre anys més tard, als Jocs de Moscou, guanyà la medalla de plata en la mateixa competició. En el seu palmarès també destaquen dues medalles al Campionat del Món d'handbol, de plata el 1978 i d'or el 1982, i una copa russa, el 1978.